# Jack Grealish
Jack Peter Grealish (Birmingham, 10 september 1995) is een Engels voetballer die doorgaans als offensieve middenvelder of linksbuiten speelt. Hij staat sinds 2021 onder contract bij Manchester City, dat hem voor meer dan honderd miljoen euro had overgenomen van Aston Villa. In het seizoen 2025/26 wordt hij verhuurd aan Everton.

## Clubcarrière

### Aston Villa
Grealish kwam voort uit de jeugdopleiding van Aston Villa. Op 13 september 2013 werd hij uitgeleend aan Notts County, op dat moment uitkomend in de League One. Op 17 januari 2014 werd zijn verblijf verlengd tot aan het einde van het seizoen. Tegen het einde van het seizoen keerde hij terug naar Aston Villa en maakte, waarna op 7 mei zijn debuut voor de club in de wedstrijd tegen Manchester City volgde. In oktober 2014 verlengde hij zijn aflopende contract met vier seizoenen. Op 7 maart 2015 viel hij in de 76'ste minuut in de FA Cup-wedstrijd tegen West Bromwich Albion, waarna hij in een kwartier tijd twee keer geel pakte, waarvan eentje wegens een schwalbe. In april 2015 raakte hij in opspraak nadat The Sun foto's van hem had gepubliceerd waarop te zien was dat Grealish lachgas inhaleerde. Hierop kreeg hij een waarschuwing van zijn toenmalige trainer Tim Sherwood.

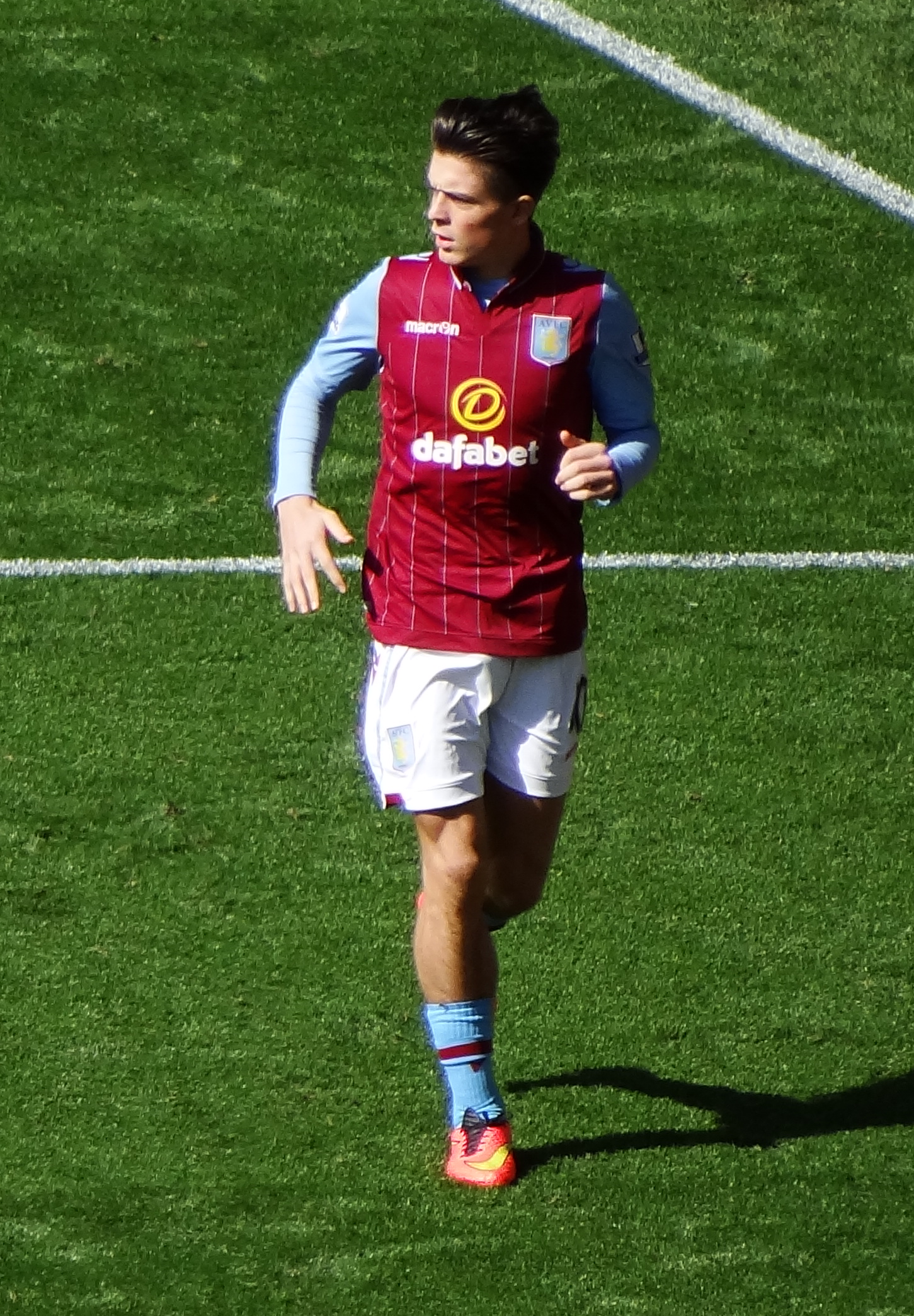
Grealish in het shirt van Aston Villa (2014)

Op 13 september 2015 scoorde hij zijn eerste doelpunt voor Aston Villa in de wedstrijd tegen Leicester City. Twee maanden later kwam hij opnieuw in opspraak nadat Grealish een avond was gaan stappen. Hij werd hierop door de club voor enige tijd uit de selectie gezet. De club degradeerde aan het einde van het seizoen uit de Premier League en hij speelde dat seizoen in totaal zestien wedstrijden, die hij allemaal verloor. Daarmee brak hij een record van Sean Thornton, die in 2002/03 namens Sunderland al zijn elf wedstrijden dat seizoen verloor.
In zijn eerste seizoen in de Championship kwam hij tot vijf goals en vijf assists in 31 wedstrijden, maar Aston Villa eindigde als dertiende en was dus niet eens dichtbij promotie. In de voorbereiding op seizoen 2017/18 raakte Grealish geblesseerd aan zijn nier en had hij enkele maanden nodig om te herstellen. In een oefenwedstrijd met Watford kreeg hij een elleboogstoot van Tom Cleverley, waardoor hij zijn nier scheurde. Hij moest snel naar het ziekenhuis worden vervoerd en in een interview in Daily Mirror in mei 2018 gaf hij aan dat die blessure levensbedreigend was geweest.
Op 4 november 2017 speelde hij zijn eerste wedstrijd van het seizoen en vervolgens bleef hij een vast onderdeel van het team van Steve Bruce dat in de play off-finale tegen Fulham FC promotie naar de Premier League misliep. 
Vanaf maart 2019 was Grealish de captain van Aston Villa. In zijn tweede wedstrijd als captain werd Grealish in de derby tegen Birmingham City in de rug geslagen door een veldbestormer. Deze supporter, de 27-jarige Paul Mitchell, ging daarvoor voor veertien weken de gevangenis in. Die wedstrijd won Aston Villa met 1-0 en Grealish scoorde de enige goal. Het werd de laatste derby in een lange tijd, omdat Aston Villa later dat seizoen promoveerde.Met Grealish als aanvoerder won Aston Villa op 27 mei de finale van de play-offs met 2-1 van Derby County. 
Terug in de Premier League beleefde Grealish zijn beste seizoen qua nummers. Met acht goals en zes assists in 36 competitiewedstrijden was hij er haast persoonlijk verantwoordelijk voor dat Aston Villa met de zeventiende plek ternauwernood degradatie ontliep. In maart 2020, tijdens de coronalockdown, kwam Grealish opnieuw in de problemen, omdat hij zich niet had gehouden aan de maatregel om thuis te blijven. Hij ontving daarvoor een boete van de club. Dat seizoen werden er 167 overtredingen op Grealish, daarmee brak hij (acht wedstrijden voor het einde van het seizoen al) het record van meeste overtredingen op één speler in één seizoen.
Op 15 september 2020 tekende Grealish voor vijf seizoenen bij tot de zomer van 2025. Op 4 oktober was hij de beste man op het veld in de spectaculaire 7-2 overwinning tegen regerend landskampioen Liverpool, dat die wedstrijd haar grootste nederlaag in 57 jaar kreeg. Het was bovendien voor het eerst dat een regerend landskampioen zeven tegengoals kreeg in één wedstrijd. Die wedstrijd was Grealish goed voor twee goals en drie assists. Dat seizoen, waarin hij een groot deel van de tweede seizoenshelft miste door een scheenbeenblessure, was hij goed voor zes goals en twaalf assists in 26 competitiewedstrijden. Het was zijn laatste seizoen voor Aston Villa, hij kwam tot 213 wedstrijden voor zijn jeugdliefde en kwam daarin tot 32 goals en 43 assists.

### Manchester City
Grealish maakte op 5 augustus 2021 de overstap naar Manchester City. Zijn nieuwe club betaalde 117 miljoen voor hem aan Aston Villa en hiermee werd hij de duurste Britse voetballer tot dan toe. Hij ging spelen met rugnummer 10, dat vrijgekomen was na het vertrek van Sergio Agüero. Twee dagen later maakte hij in de met 1-0 verloren Community Shield tegen Leicester City zijn debuut voor de club. Hij verving na 65 minuten Samuel Edozie. Op 21 augustus scoorde hij in de tweede speelronde zijn eerste goal voor Manchester City, in de met 5-0 gewonnen thuiswedstrijd met Norwich City.
Op 15 september debuteerde hij in de Champions League tegen RB Leipzig (6-3 overwinning) met een goal en een assist. In december 2021 werden Grealish en ploeggenoot Phil Foden buiten de selectie gehouden voor de wedstrijd met Newcastle United door trainer Pep Guardiola vanwege een bezoek aan een nachtclub.
In zijn eerste seizoen werd Grealish kampioen van Engeland, maar hij kwam zelf in 39 wedstrijden in alle competities tot 'slechts' zes goals en vier assists. Na afloop van het seizoen gaf Grealish aan moeite te hebben gehad met het integreren in de manier van spelen van Manchester City. Hij werd bovendien verdedigd door ploeggenoten Kevin De Bruyne en İlkay Gündoğan die vonden dat Grealish een makkelijk doelwit was voor critici en dat hij door sommige media verkeerd begrepen wordt.
Het seizoen erop werd hij een belangrijke pion in het team dat de treble won: zowel de Premier League, de FA Cup (waarin rivaal Manchester United werd verslagen) als de Champions League, waarin Grealish in alle dertien wedstrijden in actie kwam. In totaal speelde Grealish dat seizoen vijftig wedstrijden, waarin hij vijf goals maakte en elf assists afleverde. In zijn twee volgende seizoenen was hij vooral bankzitter. In de laatste vijf wedstrijden van het seizoen 2024/25 spendeerde Grealish slechts 1 minuut op het veld. Tijdens het WK voor clubs in 2025 maakte hij geen onderdeel uit van de selectie van Guardiola.

### Everton
In augustus 2025 huurde Everton de aanvaller van Manchester City voor een seizoen met een optie tot koop.

## Clubstatistieken
| Seizoen | Club            | Competitie     | Competitie | Competitie | Competitie | Beker | Beker | Beker | Internationaal | Internationaal | Internationaal | Totaal | Totaal | Totaal |
| Seizoen | Club            | Competitie     | Wed.       | Dlp.       | Ass.       | Wed.  | Dlp.  | Ass.  | Wed.           | Dlp.           | Ass.           | Wed.   | Dlp.   | Ass.   |
| ------- | --------------- | -------------- | ---------- | ---------- | ---------- | ----- | ----- | ----- | -------------- | -------------- | -------------- | ------ | ------ | ------ |
| 2013/14 | Aston Villa     | Premier League | 1          | 0          | 0          | 0     | 0     | 0     | —              | —              | —              | 1      | 0      | 0      |
| 2013/14 | → Notts County  | League One     | 37         | 5          | 7          | 2     | 0     | 0     | —              | —              | —              | 39     | 5      | 7      |
| 2014/15 | Aston Villa     | Premier League | 17         | 0          | 1          | 7     | 0     | 2     | —              | —              | —              | 24     | 0      | 3      |
| 2015/16 | Aston Villa     | Premier League | 16         | 1          | 0          | 5     | 0     | 1     | —              | —              | —              | 21     | 1      | 1      |
| 2016/17 | Aston Villa     | Championship   | 31         | 5          | 5          | 2     | 0     | 0     | —              | —              | —              | 33     | 5      | 5      |
| 2017/18 | Aston Villa     | Championship   | 30         | 3          | 6          | 1     | 0     | 0     | —              | —              | —              | 31     | 3      | 6      |
| 2018/19 | Aston Villa     | Championship   | 34         | 6          | 8          | 1     | 0     | 0     | —              | —              | —              | 35     | 6      | 8      |
| 2019/20 | Aston Villa     | Premier League | 36         | 8          | 6          | 5     | 2     | 2     | —              | —              | —              | 41     | 10     | 8      |
| 2020/21 | Aston Villa     | Premier League | 26         | 6          | 12         | 1     | 1     | 0     | —              | —              | —              | 27     | 7      | 12     |
| 2021/22 | Manchester City | Premier League | 26         | 3          | 3          | 6     | 2     | 0     | 7              | 1              | 1              | 39     | 6      | 4      |
| 2022/23 | Manchester City | Premier League | 28         | 5          | 7          | 9     | 0     | 3     | 13             | 0              | 1              | 50     | 5      | 11     |
| 2023/24 | Manchester City | Premier League | 20         | 3          | 1          | 5     | 0     | 0     | 11             | 0              | 2              | 36     | 3      | 3      |
| 2024/25 | Manchester City | Premier League | 20         | 1          | 1          | 6     | 1     | 4     | 6              | 1              | 0              | 32     | 3      | 5      |
| 2025/26 | → Everton       | Premier League | 0          | 0          | 0          | 0     | 0     | 0     | —              | —              | —              | 0      | 0      | 0      |
| Totaal  | Totaal          | Totaal         | 342        | 46         | 57         | 50    | 6     | 12    | 37             | 2              | 4              | 429    | 54     | 73     |

## Interlandcarrière
Grealish werd geboren in Birmingham (Engeland), maar vertegenwoordigt de Ierse nationale jeugdelftallen. Zijn vader is afkomstig uit Dublin. In augustus 2013 debuteerde hij voor Ierland -21 in een oefenwedstrijd tegen de Faeröer -21. Toch maakte Grealish in september 2015 de keuze om voor Engeland te gaan spelen. Grealish maakte deel uit van het elftal dat Engeland vertegenwoordigde op het Europees kampioenschap voetbal 2020 dat in 2021 plaatsvond. Met dit team haalde hij de finale dat op 11 juli 2021 plaatsvond in Wembley Stadium waarin zij het opnamen tegen Italië. Grealish kwam in de 99ste minuut in het veld in de plaats van Mason Mount. Italië won de finale na het nemen van strafschoppen. Hij viel in in alle vijf de wedstrijden die Engeland speelde op het WK 2022, waarin het in de kwartfinale werd uitgeschakeld door latere finalist Frankrijk. Voor het EK 2024 passeerde bondscoach Gareth Southgate hem.
| Interlands van Jack Grealish voor Engeland | Interlands van Jack Grealish voor Engeland | Interlands van Jack Grealish voor Engeland | Interlands van Jack Grealish voor Engeland | Interlands van Jack Grealish voor Engeland | Interlands van Jack Grealish voor Engeland | Interlands van Jack Grealish voor Engeland |
| №                                          | Datum                                      | Wedstrijd                                  | Uitslag                                    | Soort wedstrijd                            | Doelpunten                                 |                                            |
| Als speler bij Aston Villa                 | Als speler bij Aston Villa                 | Als speler bij Aston Villa                 | Als speler bij Aston Villa                 | Als speler bij Aston Villa                 | Als speler bij Aston Villa                 | Als speler bij Aston Villa                 |
| ------------------------------------------ | ------------------------------------------ | ------------------------------------------ | ------------------------------------------ | ------------------------------------------ | ------------------------------------------ | ------------------------------------------ |
| 1.                                         | 8 september 2020                           | Denemarken – Engeland                      | 0 – 0                                      | Nations League 2020/21                     |                                            |                                            |
| 2.                                         | 8 oktober 2020                             | Engeland – Wales                           | 3 – 0                                      | Vriendschappelijk                          |                                            |                                            |
| 3.                                         | 11 november 2020                           | Engeland – Ierland                         | 3 – 0                                      | Vriendschappelijk                          |                                            |                                            |
| 4.                                         | 15 november 2020                           | België – Engeland                          | 2 – 0                                      | Nations League 2021/22                     |                                            |                                            |
| 5.                                         | 18 november 2020                           | Engeland – IJsland                         | 4 – 0                                      | Nations League 2021/22                     |                                            |                                            |
| 6.                                         | 2 juni 2021                                | Engeland – Oostenrijk                      | 1 – 0                                      | Vriendschappelijk                          |                                            |                                            |
| 7.                                         | 6 juni 2021                                | Engeland – Roemenië                        | 1 – 0                                      | Vriendschappelijk                          |                                            |                                            |
| 8.                                         | 18 juni 2021                               | Engeland – Schotland                       | 0 – 0                                      | EK 2020                                    |                                            |                                            |
| 9.                                         | 22 juni 2021                               | Tsjechië – Engeland                        | 0 – 1                                      | EK 2020                                    |                                            |                                            |
| 10.                                        | 29 juni 2021                               | Engeland – Duitsland                       | 2 – 0                                      | EK 2020                                    |                                            |                                            |
| 11.                                        | 7 juli 2021                                | Engeland – Denemarken                      | 2 – 1                                      | EK 2020                                    |                                            |                                            |
| 12.                                        | 11 juli 2021                               | Italië – Engeland                          | 1 – 1                                      | EK 2020                                    |                                            |                                            |
| Als speler bij Manchester City             |                                            |                                            |                                            |                                            |                                            |                                            |
| 13.                                        | 2 september 2021                           | Hongarije – Engeland                       | 0 – 4                                      | Kwalificatie WK 2022                       |                                            |                                            |
| 14.                                        | 5 september 2021                           | Engeland – Andorra                         | 4 – 0                                      | Kwalificatie WK 2022                       |                                            |                                            |
| 15.                                        | 8 september 2021                           | Polen – Engeland                           | 1 – 1                                      | Kwalificatie WK 2022                       |                                            |                                            |
| 16.                                        | 9 oktober 2021                             | Andorra – Engeland                         | 0 – 5                                      | Kwalificatie WK 2022                       | 86'                                        |                                            |
| 17.                                        | 12 oktober 2021                            | Engeland – Hongarije                       | 1 – 1                                      | Kwalificatie WK 2022                       |                                            |                                            |
| 18.                                        | 12 november 2021                           | Engeland – Albanië                         | 5 – 0                                      | Kwalificatie WK 2022                       |                                            |                                            |
| 19.                                        | 26 maart 2022                              | Engeland – Zwitserland                     | 2 – 1                                      | Vriendschappelijk                          |                                            |                                            |
| 20.                                        | 29 maart 2022                              | Engeland – Ivoorkust                       | 3 – 0                                      | Vriendschappelijk                          |                                            |                                            |
| 21.                                        | 4 juni 2022                                | Hongarije – Engeland                       | 1 – 0                                      | Nations League 2022/23                     |                                            |                                            |
| 22.                                        | 7 juni 2022                                | Duitsland – Engeland                       | 1 – 1                                      | Nations League 2022/23                     |                                            |                                            |
| 23.                                        | 11 juni 2022                               | Engeland – Italië                          | 0 – 0                                      | Nations League 2022/23                     |                                            |                                            |
| 24.                                        | 23 september 2022                          | Italië – Engeland                          | 1 – 0                                      | Nations League 2022/23                     |                                            |                                            |
| 25.                                        | 21 november 2022                           | Engeland – Iran                            | 6 – 2                                      | WK 2022                                    | 89'                                        |                                            |
| 26.                                        | 25 november 2022                           | Engeland – Verenigde Staten                | 0 – 0                                      | WK 2022                                    |                                            |                                            |
| 27.                                        | 29 november 2022                           | Wales – Engeland                           | 0 – 3                                      | WK 2022                                    |                                            |                                            |
| 28.                                        | 4 december 2022                            | Engeland – Senegal                         | 3 – 0                                      | WK 2022                                    |                                            |                                            |
| 29.                                        | 10 december 2022                           | Engeland – Frankrijk                       | 1 – 2                                      | WK 2022                                    |                                            |                                            |
| 30.                                        | 23 maart 2023                              | Italië – Engeland                          | 1 – 2                                      | Kwalificatie EK 2024                       |                                            |                                            |
| 31.                                        | 26 maart 2023                              | Engeland – Oekraïne                        | 2 – 0                                      | Kwalificatie EK 2024                       |                                            |                                            |
| 32.                                        | 19 juni 2023                               | Engeland – Noord-Macedonië                 | 7 – 0                                      | Kwalificatie EK 2024                       |                                            |                                            |
| 33.                                        | 13 oktober 2023                            | Engeland – Australië                       | 1 – 0                                      | Vriendschappelijk                          |                                            |                                            |
| 34.                                        | 17 oktober 2023                            | Engeland – Italië                          | 3 – 1                                      | Kwalificatie EK 2024                       |                                            |                                            |
| 35.                                        | 20 november 2023                           | Noord-Macedonië – Engeland                 | 1 – 1                                      | Kwalificatie EK 2024                       |                                            |                                            |
| 36.                                        | 3 juni 2024                                | Engeland – Bosnië en Herzegovina           | 3 – 0                                      | Vriendschappelijk                          |                                            |                                            |
| 37.                                        | 7 september 2024                           | Ierland – Engeland                         | 0 – 2                                      | Nations League 2024/25                     | 26'                                        |                                            |
| 38.                                        | 10 september 2024                          | Engeland – Finland                         | 2 – 0                                      | Nations League 2024/25                     |                                            |                                            |
| 39.                                        | 13 oktober 2024                            | Finland – Engeland                         | 1 – 3                                      | Nations League 2024/25                     | 18'                                        |                                            |

Bijgewerkt op 13 augustus 2025.

## Erelijst
Aston Villa onder 19
- NextGen Series: 2012/13

 Manchester City
- UEFA Champions League: 2022/23
- FIFA Club World Cup: 2023
- UEFA Super Cup: 2023
- Premier League: 2021/22, 2022/23, 2023/24
- FA Cup: 2022/23

 Engeland onder 21
- Tournoi Espoirs de Toulon: 2016

## Trivia
Grealish draagt zijn voetbalsokken altijd op lage hoogte en draagt "mini" scheenbeschermers voor "een beter balgevoel". Hij gaf aan dat hij dit doet uit bijgeloof. Scheidsrechters hebben Grealish reeds aangespoord om zijn sokken wat hoger op te trekken.